# 国分村 (千葉県)
国分村（こくぶんむら）は、かつて存在した千葉県東葛飾郡の村。
おおむね現在の市川市稲越、北国分、国分、下貝塚、須和田、曽谷、中国分、東国分、堀之内に相当する。

## 歴史
- 1889年（明治22年）4月1日 - 町村制施行に伴い、東葛飾郡稲越村・国分村・下貝塚村・須和田村・曽谷村の区域をもって五常村（ごじょうむら）が発足。
- 1890年（明治23年）5月23日 - 国分村に改称。
- 1934年（昭和9年）11月3日 - 東葛飾郡市川町・八幡町・中山町と新設合併して市川市が発足。同日国分村廃止。

### 村名の由来
村成立時の名称「五常」は、町村制施行時の村が五村であることから。改称後の「国分」は下総国分寺が置かれたことにちなむ。

## 名所・旧跡・観光スポット・祭事・催事
- 下総国分寺